# قسم نوبندغان الريفي (مقاطعة فسا)
قسم نوبندغان الريفي (بالفارسية: دهستان نوبندگان) هي منطقة سكنية تقع في فارس في إيران. يقدر عدد سكانها بـ 8,746 نسمة .